# (1123) Шеплия
(1123) Шеплия (англ. Shapleya) — типичный астероид главного пояса, который был открыт 21 сентября 1928 года советским астрономом Григорием Неуйминым в Симеизской обсерватории и назван в честь американского астронома Харлоу Шепли.

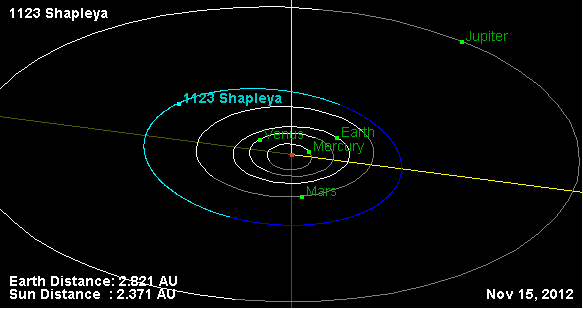
Орбита астероида Шаплея и его положение в Солнечной системе